# Anne-Marie Payet
Pour les articles homonymes, voir Payet.
Anne-Marie Payet, née le 1er août 1949, est une femme politique française.

## Biographie
Directrice d'école de profession et adjointe au maire de Cilaos, elle est élue sénatrice de La Réunion le 23 septembre 2001. Ancienne membre de l'UDF puis du MoDem, elle siège au sein du groupe Union centriste au Sénat. Elle est aujourd'hui sans étiquette.
Elle fait partie à l'automne 2005 des parlementaires ultramarins qui se mobilisent lors de l'affaire Olivier Grenouilleau.
Anne-Marie Payet est à l'origine d'un amendement qui va conduire à l'inscription de messages de prévention contre le syndrome d'alcoolisation fœtale sur l'ensemble des bouteilles d'alcool commercialisées en France.
Au Sénat, elle est secrétaire de la commission des Affaires sociales, membre de la délégation aux droits des femmes et à l'égalité des chances entre les hommes et les femmes et secrétaire du Sénat. Elle siège comme membre dans de nombreux groupes d'études : groupe d'études Arctique, Antarctique et TAAF ; groupe d'études Forêt et filière bois ; groupe d'études sur le développement économique de la montagne ; groupe d'études musiques et chanson française ; groupe d'études du sport et groupe d'études sur le thermalisme et le climatisme.
Elle est aussi membre de la Commission d'évaluation des dispositifs de défiscalisation et d'exonération des cotisations sociales outre-mer, secrétaire de la Section française de l'Assemblée parlementaire de la francophonie (APF), membre de la Commission nationale d'évaluation des politiques de l'État outre-mer, membre du Conseil de surveillance du Fonds de financement de la protection complémentaire de la couverture universelle du risque maladie et membre du Conseil national des politiques de lutte contre la pauvreté et l'exclusion sociale.
Elle est l'unique membre du Sénat à avoir voté contre la loi interdisant la dissimulation du visage dans l'espace public. 
Candidate aux élections sénatoriales du 25 septembre 2011 sur la liste de Jean-Paul Virapoullé, elle n'est pas réélue.
Elle est faite chevalier de la Légion d'honneur début 2012.